# Platysenta egestis
Platysenta egestis är en fjärilsart som beskrevs av Smith 1894. Platysenta egestis ingår i släktet Platysenta och familjen nattflyn. Inga underarter finns listade i Catalogue of Life.